# Крекша (приток Тулебли)
Крекша — река в России, протекает по Старорусскому району Новгородской области. Устье реки находится в 7,5 км по левому берегу реки Тулебля. Длина реки составляет 27 км.

## Данные водного реестра
По данным государственного водного реестра России относится к Балтийскому бассейновому округу, водохозяйственный участок реки — Бассейн оз. Ильмень без рр. Мста, Ловать, Пола и Шелонь, речной подбассейн реки — Волхов. Относится к речному бассейну реки Нева (включая бассейны рек Онежского и Ладожского озера).
Код объекта в государственном водном реестре — 01040200512102000024181.